# Conoeca ischnomorpha
Conoeca ischnomorpha är en fjärilsart som beskrevs av Turner 1923. Conoeca ischnomorpha ingår i släktet Conoeca och familjen säckspinnare. Inga underarter finns listade i Catalogue of Life.